# Ahankara
Ahankara (dewanagari अहंकार, ang. Ahamkara, dosł. „sprawca ja”, w wisznuizmie (krysznaizmie) określana jako ‘fałszywe ego’)
– kategoria ontyczna, pierwiastek subtelny, jedna z tattw w filozofii indyjskiej powstałych z prakryti. Cześć organu antahkarana. Stanowi przeszkodę dla połączenia dźiwy i brahmana, w wisznuizmie (krysznaizmie) przeszkodę w połączeniu dżiwy (jiva-atma, jiva-tattva, czyli indywidualnej duszy) z Bhagawanem (Bogiem Osobowym), źródłem bezosobowego Brahmana. Połączenie to jest rozumiane jako jedność woli w miłości.

Ahankara indywidualna (wjasti ahamkara) – nieskończenie mała część kosmicznej ahamkary (samaszti ahamkara) powstałej z czystego mahat tamasu (części tamasowej mahat tattwy). Ponieważ kosmiczna ahamkara jest trzech rodzajów (analogicznie do istnienia trzech gun), to ahamkara indywidualna występuje jako trzy ich pochodne produkty.
Bóstwem ahankary jest Rudra.
Ramakrishna objaśnia indywidualna ahankarę jako samoświadomość,
i poczucie „ja”.